# Edward Shortland
Edward Shortland, né en 1812 à Lympstone et mort le 2 juillet 1893 à Plymouth, est un explorateur et linguiste britannique.

## Biographie
Il fait des études de médecine à Exeter et Cambridge et est diplômé du Collège royal de médecine en 1839. Il décide alors d'émigrer en Nouvelle-Zélande. Il y devient, en 1841, le secrétaire particulier du gouverneur William Hobson et fonctionnaire chargé des aborigènes (3 août 1842).
Il mène plusieurs expéditions dans les îles du Nord et du Sud de la Nouvelle-Zélande et devient l'un des grands spécialistes de la langue maorie.

## Œuvres
- The Southern Districts of New Zealand, 1851
- Traditions and Superstitions of the New Zealanders, 1854
- Maori Religion and Mythology, 1882
- How to learn Maori, 1883